# Aulia tacheté
Laniocera rufescens
Espèce
Statut de conservation UICN

 LC  : Préoccupation mineure
L'Aulia tacheté (Laniocera rufescens) est une espèce de passereaux de la famille des Tityridae.

## Description
L'Aulia tacheté mesure entre 19 et 21 centimètres et il n'existe pas de dimorphisme sexuel. Il a le dessous roux-cannelle terne et les plumes de la couronne gris foncé. Les ailes de couverture sont sombres tirant sur le roux-cannelle. La croupe et le dessus de la queue sont discrètement barrés de sombre. Les primaires et les secondaires sont sombres bordées, à l'intérieur et à l'extérieur, de roux-cannelle. La queue est rousse. Le dessous va du fauve au roux-cannelle avec la gorge plus pâle. Le haut de la poitrine et les côtés sont légèrement barrés de brun grisâtre avec quelques plumes sur les flancs jaune citron. Le dessous de ailes est roux-cannelle.

## Répartition
L'aulia tacheté se rencontre au sud du Belize, sur la côte Pacifique et au centre de la Colombie, sur la côte de la mer des Caraïbes et présent sur la côte Pacifique du Costa Rica, sur la côte Pacifique et petite poche au nord de l'Équateur, au centre du Guatemala, au sud et sur la côte de la mer des Caraïbes du Honduras, au Mexique (état du Chiapas, de Tabasco et de Veracruz), du nord au sud du Nicaragua et au Panama.

## Habitat
Il vit principalement dans les forêts denses des plaines humides.

## Liste des sous-espèces
D'après la classification de référence (version 9.1, 2019) du Congrès ornithologique international, cette espèce est constituée des trois sous-espèces suivantes (ordre phylogénique) :
- sous-espèce Laniocera rufescens rufescens (Sclater, PL, 1858) ;
- sous-espèce Laniocera rufescens tertia (Hartert, 1902) ;
- sous-espèce Laniocera rufescens griseigula Meyer de Schauensee, 1950.